# Buck's Fizz
Il Buck's Fizz è un long drink classificato dall'IBA. Nell'ultima classificazione IBA si differenzia dal cocktail Mimosa per la quantità degli ingredienti. 

## Composizione

### Ingredienti

#### Classificazione IBA 2004
- 3 cl spremuta d'arancia
- 7 cl champagne

#### Classificazione IBA 1987
- 4/10 succo d'arancia
- 6/10 champagne

#### Versione iniziale
La prima ricetta del Buck's Fizz venne elaborata da Malachy McGarry, uno dei primi barman del Buck's Club di Londra: 
- 75 ml spremuta d'arancia
- 100 ml champagne

### Preparazione

#### Classificazione IBA 2004
Versare tutti gli ingredienti nel mixing glass, mescolare e servire in coppetta da cocktail precedentemente raffreddata. 

#### Classificazione IBA 1987
La classificazione IBA del 1987 prevedeva la preparazione direttamente versando il succo d'arancia all'interno del bicchiere flûte, completando con lo champagne.